# VIA Rail Canada

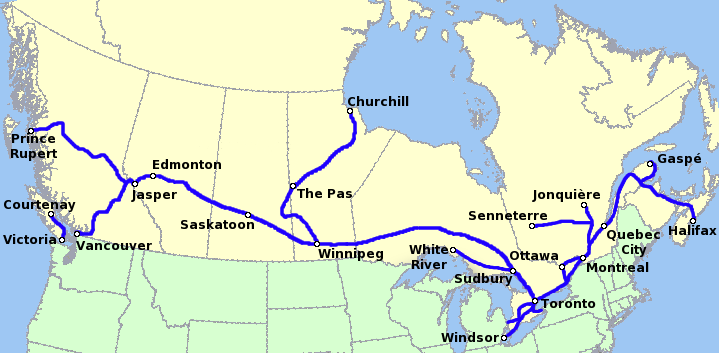
Mapa tratí společnosti

VIA Rail Canada (označovaná i jako VIA Rail nebo VIA) je nezávislou královskou společností, která zajišťuje meziměstskou železniční přepravu cestujících v Kanadě. Společnost přešla pod vládní správu v roce 1978, sídlem firmy je Montreal.
VIA Rail provozuje 480 vlakových souprav v osmi kanadských provinciích (s výjimkou Newfoundlandu a Labradoru a Ostrova prince Edwarda) na síti železnic dlouhé 14 000 km, táhnoucí se od Atlantiku až k Pacifiku a od Velkých jezer k Hudsonovu zálivu. Všechny tratě mají rozchod kolejí 1435 mm.
Společnost ročně přepraví přibližně čtyři miliony cestujících. Největší hustota provozu je mezi městy Windsor v Ontariu a Québec City v provincii Québec na koridoru Quebec City-Windsor Corridor, známém jako The Corridor.

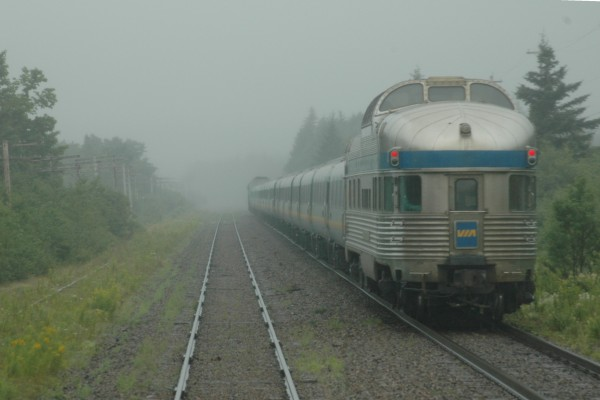
Souprava VIA Rail v Novém Skotsku

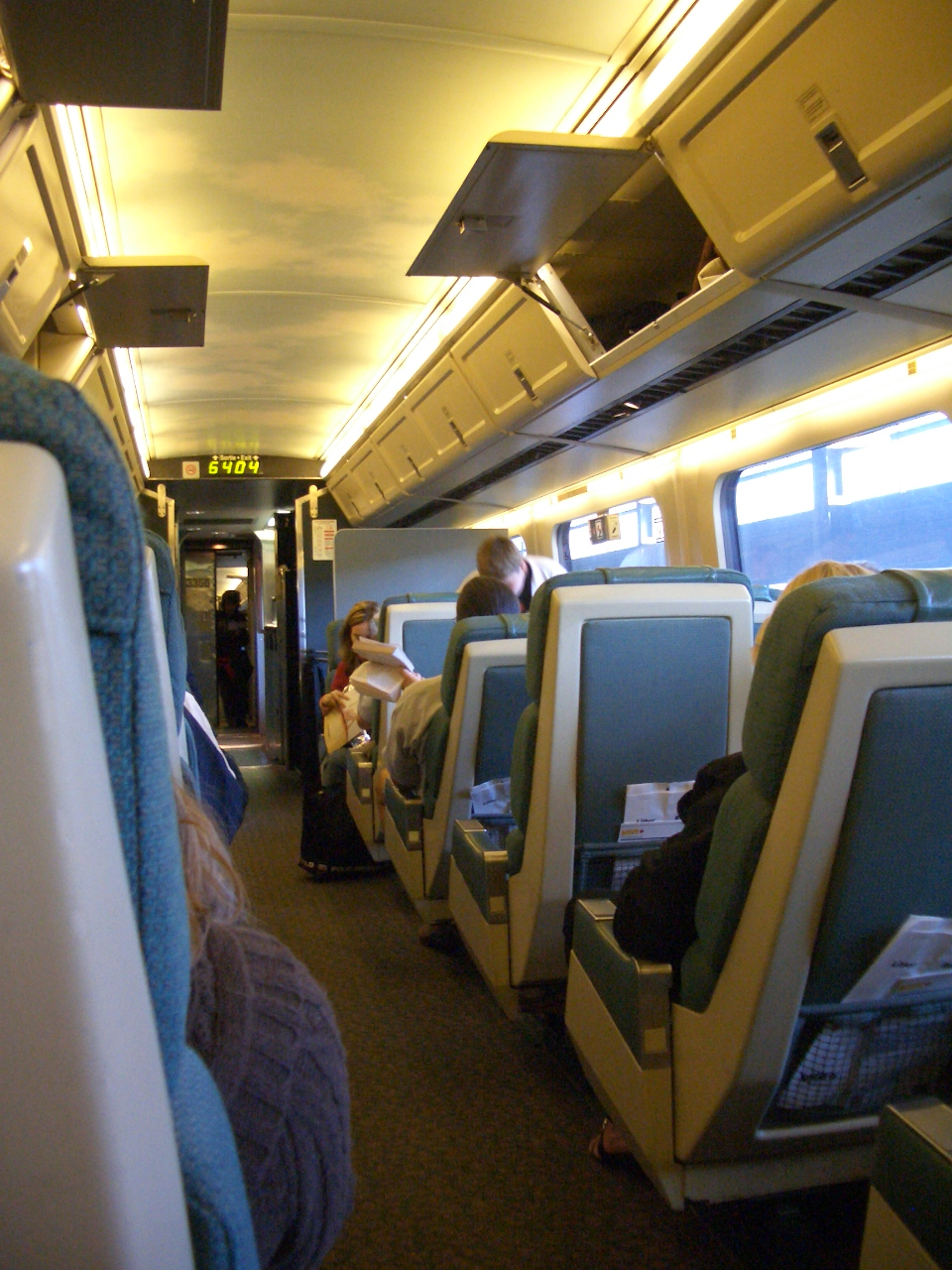
Interiér vozů

## Tratě a spoje
| Jméno                 | Hlavní stanice | Frekvence                      | Čís. ozn.                         |
| --------------------- | --- | ------------------------------ | --------------------------------- |
| Canadian              | Toronto, Winnipeg, Saskatoon, Edmonton, Jasper, Vancouver                                                                                 | 3 týdně                        | 1 & 2                             |
| Ocean                 | Halifax, Truro, Moncton, Campbellton, Montreal                                                                                            | 6 týdně                        | 14 & 15                           |
| Chaleur               | Gaspé, Percé, Montreal | 3 týdně                        | 16 & 17                           |
| Abitibi               | Senneterre, Montreal | 3 týdně                        | 603–606                           |
| Saguenay              | Jonquière, Montreal | 3 týdně                        | 600–602                           |
| Québec City–Montreal  | Québec City, Drummondville, Saint-Hyacinthe, Montreal                                                                                     | 4 denně                        | 20–29 & 620, 622                  |
| Montreal–Ottawa       | Montreal, Alexandria, Casselman, Ottawa                                                                                                   | 6 denně                        | 30–39 & 630–632, 634–635, 638–639 |
| Ottawa–Toronto        | Ottawa, Smiths Falls, Brockville, Kingston, Belleville, Cobourg, Oshawa, Toronto                                                          | 5 denně                        | 40–49 & 640–641, 643, 648         |
| Montreal–Toronto      | Montreal, Cornwall, Kingston, Belleville, Cobourg, Oshawa, Toronto                                                                        | 6 denně                        | 52–69 & 652, 667–668              |
| Toronto–Windsor       | Toronto, Oakville, Aldershot, Brantford, Woodstock, Ingersoll, London, Glencoe, Chatham, Windsor                                          | 4 denně                        | 70–79                             |
| Toronto–London        | Pozn: dvě trati: Toronto, Aldershot, Brantford, Woodstock, London, a Toronto, Brampton, Georgetown, Guelph, Kitchener, Stratford, London, | 2 denně (jeden na každé trati) | 82, 83, 89, 686                   |
| Toronto–Sarnia        | Toronto, Brampton, Georgetown, Guelph, Kitchener, Stratford, London, Sarnia                                                               | 2/denně                        | 84–88                             |
| Toronto–Niagara Falls | Toronto, Oakville, Aldershot Station, Grimsby St. Catharines, Niagara Falls                                                               | 2 denně                        | 90–98                             |
| Lake Superior         | Sudbury, White River | 3 týdně                        | 185 & 186                         |
| Hudson Bay            | Winnipeg, The Pas, Manitoba, Pukatawagan, Thompson, Churchill                                                                             | 3 týdně                        | 692 & 693                         |
| Skeena                | Jasper, Prince George, Prince Rupert | 3 týdně                        | 5 & 6                             |
| Malahat               | Victoria, Nanaimo, Courtenay | denně                          | 198–199, 298–299                  |